# Form (tidskrift)
Form – Magazine for Nordic Architecture and Design är en medlemstidning för Svensk Form. Den är världens äldsta fortfarande utkommande tidskrift om konsthantverk och industridesign.
Tidskriften har sitt ursprung i Meddelanden för Svenska Slöjdföreningen från 1878, som 1905 blev tidskrift under namnet Svenska Slöjdföreningens tidskrift. År 1932 fick den namnet Form.
Chefredaktörer:
- Erik Gustaf Folcker 1896-1913
- Erik Wettergren 1913-1918
- Gregor Paulsson 1920-1934
- Åke Stavenow 1934-1946
- Arthur Hald 1946-1955
- Ulf Hård af Segerstad 1957-1960
- Åke Huldt 1960-1963
- Lennart Lindkvist 1963-1973
- Kerstin Wickman 1973-1999
- Susanne Helgesson 1999-2003
- Monica Boman
- Gunilla Lundahl
- Ulf Beckman
- Lotta Jonson